# Evrétou
Evrétou (grec moderne : Ευρέτου) est un village chypriote situé dans le district de Paphos et comptant plus de 3 habitants.